# Imaani
Imaani, występująca też jako Imaani Saleem, właśc. Melanie Crosdale (ur. 1972 w Nottingham) – brytyjska piosenkarka.

## Życiorys

### Kariera
W 1998 roku wzięła udział z utworem „Where Are You?” w konkursie A Song for Europe, będącym brytyjskimi eliminacjami eurowizyjnymi. 15 marca wystąpiła w finale selekcji i zajęła ostatecznie pierwsze miejsce w głosowaniu telewidzów, dzięki czemu została wybrana na reprezentantkę Wielkiej Brytanii w 43. Konkursie Piosenki Eurowizji organizowanym w Birmingham. 9 maja wystąpiła w finale konkursu i uplasowała się na drugim miejscu ze 166 punktami na koncie, z sześcioma punktami straty do zwyciężczyni – Dany International, reprezentującej Izrael z utworem „Diva”. Po sukcesie w konkursie singiel dotarł do piętnastego miejsca brytyjskiej list przebojów i sprzedał się w 250-tysięcznym nakładzie. Niedługo później wytwórnia EMI wstrzymała wydanie drugiego singla piosenkarki „You Got a Way” i zawiesiła z nią współpracę.
W 2000 roku piosenkarka użyczyła swojego głosu w coverze piosenki Adiny Howard „Freak Like Me”, którą nagrał zespół Tru Faith & Dub Conspiracy. Singiel dotarł do dwunastego miejsca listy przebojów. Kilka tygodni później Imaani została wokalistką jazzowo-funkowego zespołu Incognito. Od 2004 roku do 2010 roku była częścią projektu Copyright, z którym gościnnie nagrała kilka singli. Od 2005 roku występuje w zespole sesyjnym The AllStars Collective.
Pod koniec października 2011 roku ukazała się płyta studyjna kompozytora Chanana Hanspala zatytułowana The Garden Sessions, na której Imaani zaśpiewała główne partie wokalne. W 2014 roku piosenkarka wydała swój debiutancki, solowy album studyjny zatytułowany Standing Tall.

## Dyskografia

### Albumy studyjne
Standing Tall (2014)